# Il caftano blu
Il caftano blu (Le Bleu du caftan) è un film del 2022 diretto da Maryam Touzani. 
Il film è stato selezionato per rappresentare il Marocco come miglior film internazionale ai premi Oscar 2023, arrivando fino alla short-list delle candidature di dicembre.

## Trama
A Salé, una delle più antiche città del Marocco, Mina e Halim, sposati da 25 anni, sono i proprietari di uno storico negozio di caftani, gli eleganti indumenti femminili della tradizione marocchina. La moglie gestisce le vendite e il marito confeziona meticolosamente gli abiti. Il carattere forte e intraprendente della moglie incontra le fragilità e le malinconie del marito. Mina è malata, ha un cancro al seno, ma non fa pesare la sua condizione. Quando assumono Yousef, un giovane assistente, la donna capisce subito che il marito ne è profondamente attratto. Mina, nonostante l'iniziale gelosia, è certa dell’amore di coppia che li unisce e affronterà questa nuova situazione familiare con grande comprensione e saggezza sentimentale.

## Promozione
Il 18 settembre 2023 viene pubblicato il trailer ufficiale in italiano del film.

## Distribuzione
Il film è stato presentato in anteprima mondiale nella sezione Un Certain Regard al Festival di Cannes il 26 maggio 2022, dove ha ricevuto una standing ovation di 15 minuti ed è stato il primo film marocchino a vincere il premio FIPRESCI.

## Accoglienza
Il film è stato descritto da Hiba El Bouchtaoui di Hespress come "una rappresentazione di amore incondizionato" ed esplora il tema dell'omosessualità in Marocco.

## Riconoscimenti (parziale)
- 2022 - Festival di Cannes
  - Premio FIPRESCI (Un Certain Regard)
- 2022 - Chicago International Film Festival
  - Miglior regista a Maryam Touzani
- 2022 - MedFilm Festival[7]
  - Menzione speciale al premio giurie universitario
- 2022 - Semana Internacional de Cine de Valladolid
  - Miglior attrice a Lubna Azabal
- 2022 - Vancouver International Film Festival
  - Premio del pubblico
- 2024 – Premio Lumière[8]
  - Candidatura per la migliore coproduzione internazionale
- 2024 – Premio Magritte[9][10]
  - Migliore attrice a Lubna Azabal
  - Candidatura per il miglior film straniero in coproduzione